# Ludwig Ganter
Ludwig Ganter (* 18. Januar 1876; † 30. April 1961) war ein deutscher Jurist und Landgerichtspräsident.

## Leben
Ganter war nach Studium und Promotion von 1899 bis 1945 für die Badische Justizverwaltung tätig. Im Jahr 1902 legte er die zweite juristische Staatsprüfung ab. Ab 1927 arbeitete er am Oberlandesgerichtsrat.
Nach Ende des Zweiten Weltkrieges wurde er am 26. Mai 1945 von der französischen Militärregierung als Ministerialdirektor für die Leitung des Badischen Justizministeriums eingesetzt. Im August 1945 wurde ihm, weil politisch unbelastet, die Leitung des Landgerichts Karlsruhe übertragen. 1950 gab er das Amt an Wilhelm Schelb ab und erhielt fortan bis zu seinem Tod 1961 Versorgungsbezüge. Er wohnte in Karlsruhe.

## Ehrungen
- Am 11. Dezember 1952 wurde er für das Verdienstkreuz 1. Klasse (Steckkreuz) der Bundesrepublik Deutschland vorgeschlagen, das er 1953 erhielt.[5]